# أسد شرق إفريقيا
أسد شرق إفريقيا هو إحدى جمهرات الأسود يتبع نُوَيع الأسد الجنوبي. موطنه شرق إفريقيا، مُنقرض في كلًا من جيبوتي وإريتريا. تراجعت أعداده في دول شرق إفريقيا بشكل متزايد منذ بداية القرن العشرين.